# Oxytrypia noctivolans
Oxytrypia noctivolans là một loài bướm đêm trong họ Noctuidae.